# Joodse begraafplaats (Borger)

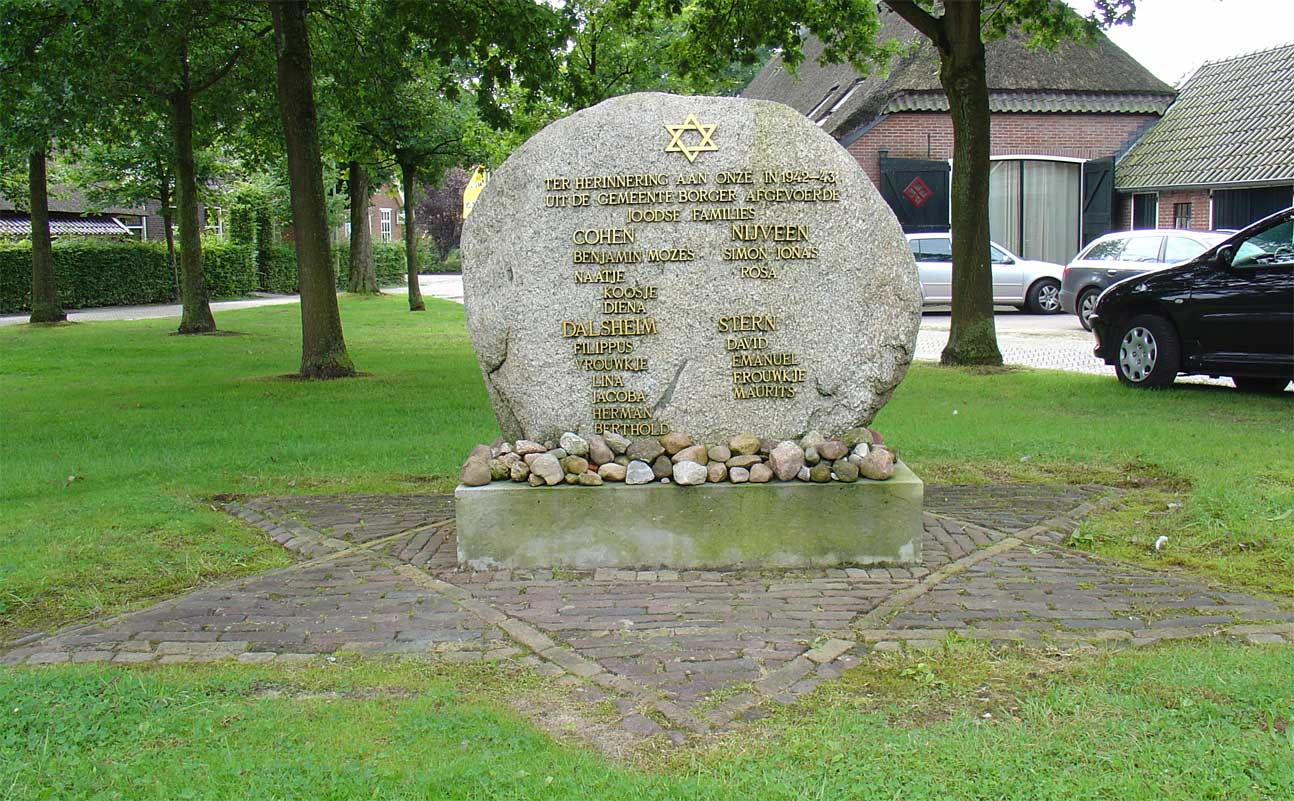
Joods monument voor de vermoorde joden van Borger

De Joodse begraafplaats in Borger aan de Marslandenweg dateert officieel van 1865, maar was wellicht al eerder in gebruik. Er zijn negen grafstenen bewaard gebleven.
De kleine Joodse gemeenschap van Borger heeft gedurende een korte periode (1887-1925) de beschikking over een synagoge gehad. Voor die tijd gebruikte men een kleine huissynagoge in het naburige Drouwen. Na de opheffing van de Joodse gemeente maakten de Joden uit Borger en Drouwen deel uit van Joodse gemeente van Assen. In 1930 woonden er circa 40 Joden in en rond Borger.
De Joden uit Borger en omgeving (vier gezinnen uit Borger en Drouwen) zijn in de Tweede Wereldoorlog via Westerbork naar Auschwitz en Sobibór gedeporteerd en daar vermoord.